# Oenothera stricta
Oenothera stricta é uma espécie de planta com flor pertencente à família Onagraceae. 
A autoridade científica da espécie é Ledeb. ex Link, tendo sido publicada em Enumeratio Plantarum Horti Regii Berolinensis Altera 1: 377. 1821.

## Portugal
Trata-se de uma espécie presente no território português, nomeadamente os seguintes táxones infraespecíficos:
- Oenothera stricta subsp. stricta - presente em Portugal Continental, no Arquipélago dos Açores e no Arquipélago da Madeira. Em termos de naturalidade é introduzida nas três regiões atrás referidas. Não se encontra protegida por legislação portuguesa ou da Comunidade Europeia.